# NGC 808
NGC 808 ist eine Balkenspiralgalaxie vom Hubble-Typ SBbc im Sternbild Walfisch südlich des Himmelsäquators. Sie ist schätzungsweise 220 Millionen Lichtjahre von der Milchstraße entfernt und hat einen Durchmesser von etwa 75.000 Lichtjahren.
Das Objekt wurde am 14. Oktober 1830 von dem britischen Astronomen John Frederick William Herschel entdeckt.